# Emily Borrell
Emily Borrell (ur. 19 lutego 1992 na Kubie) – kubańska siatkarka grająca jako libero. 
Obecnie występuje w drużynie Villa Clara.